# Гайкендорф
Гайкендорф (нім. Heikendorf) — сільська громада в Німеччині, розташована в землі Шлезвіг-Гольштейн. Входить до складу району Плен. Складова частина об'єднання громад Шрефенборн.
Площа — 14,72 км2. Населення становить 8451 ос. (станом на 31 грудня 2020).

## Галерея

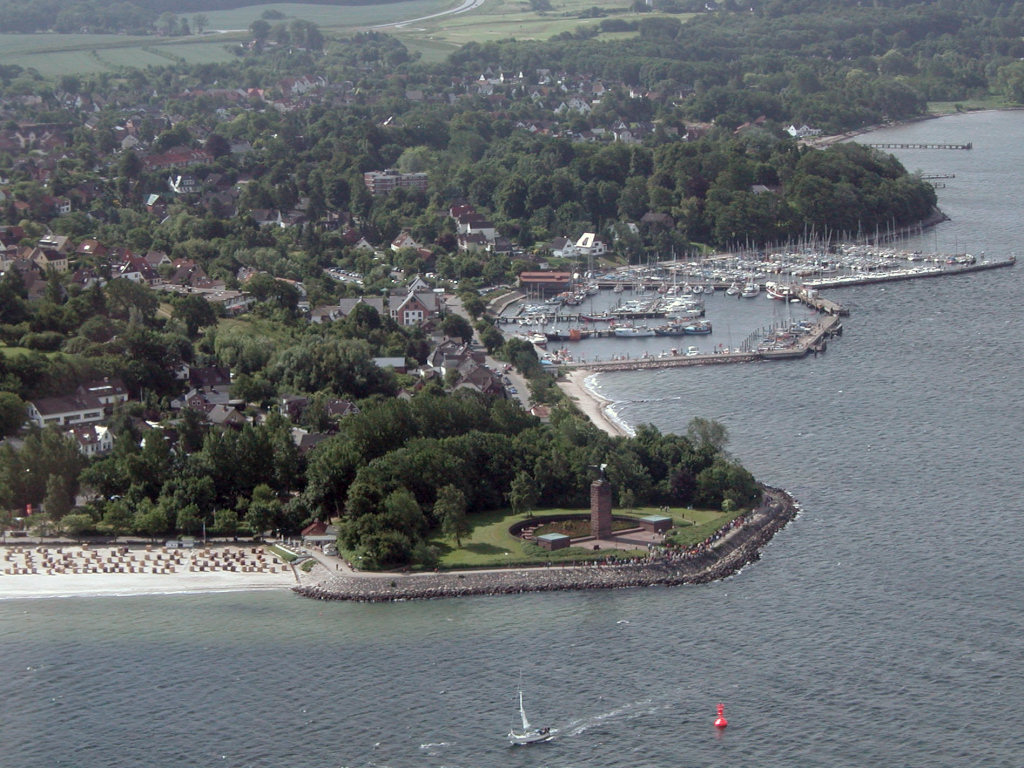
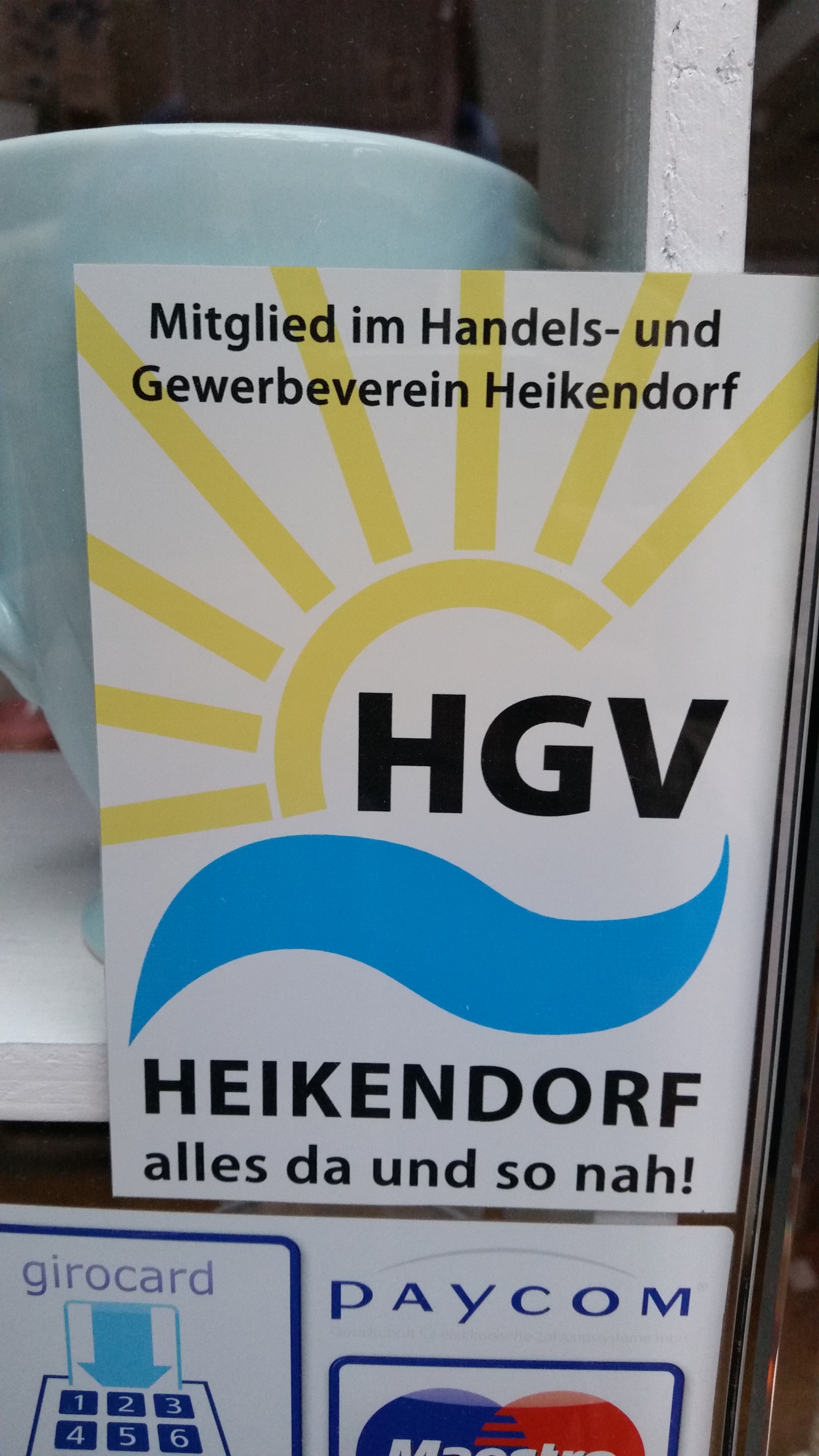